# 安藤美佐子
安藤 美佐子（あんどう みさこ、1971年3月21日 - ）は、岐阜県出身の女子ソフトボール選手（内野手）・指導者。遊撃手としての守備力の高さから「世界一のショートストップ」と称賛された。

## 経歴
岐阜県出身。小学4年生から6年生までは野球をしていたが、中学生からソフトボールを始めた。夙川学院高等学校卒業。安藤が高校生の頃、ソフトボールはオリンピック競技ではなかったが、高校2年生の時にアンダー世代の日本代表として海外親善試合を戦っている。夙川学院高校卒業後、太陽誘電女子ソフトボール部に加入した。1996年のアトランタオリンピックからソフトボールがオリンピック競技となり、安藤は日本代表の主将として4位となった。1998年、世界選手権3位。2000年のシドニーオリンピックでも日本代表に選ばれ、日本代表は銀メダルを獲得した。松下電工、デンソー女子ソフトボール部を経て、2005年湘南ベルマーレ女子ソフトボールチームの発足に参加。2004年のアテネオリンピックの際には日本代表から漏れている。
2006年、日本リーグ2部の湘南ベルマーレに所属し、監督も兼任。2008年の北京オリンピックではラジオ解説者として日本チームの金メダル獲得を見守った。

## 詳細情報

### 所属チーム
- 太陽誘電女子ソフトボール部
- 松下電工ソフトボール部
- デンソー女子ソフトボール部
- 湘南ベルマーレ女子ソフトボールチーム